# Prédio na praça da Aclamação, n.º 4
O Prédio n. 4 na Praça da Aclamação é uma edificação localizada em Cachoeira, município do estado brasileiro da Bahia. Foi é um sobrado tombado pelo Instituto do Patrimônio Histórico e Artístico Nacional (IPHAN) em 1941, através do processo de número 204.
Atualmente funciona no endereço o Museu Regional de Cachoeira e a Superintendência Regional do IPHAN.

## Arquitetura
A construção do início do século XVIII, destaca-se no conjunto por suas características arquitetônicas, sendo uma das mais ricas e imponentes residências baianas. O partido adotado é tipicamente cachoeirano, com loja, sobreloja (de reduzido pé-direito) e pavimento nobre. Além da função de abrigar os produtos da loja quando das enchentes do Paraguaçu, a sobreloja tinha função defensiva, a julgar pelas seteiras apontados para a praça. Peculiaridade de seu agenciamento é a existência de duas lojinhas, em níveis diferentes, que, no último pavimento, se articulam ao corpo central, através de varanda em “L”.
Sua fachada é monumental, sendo emoldurada por cunhais de cantaria e robusta cornija. No térreo, portada com volutas marca o acesso principal, ladeada por 3 portas. No pavimento nobre, janelas rasgadas com guarda-corpo em ferro marcam a composição. Destacam-se os tetos em caixotões dos salões, com pinturas alvenarias à recepção de visitas e banquetes, além das esquadrias almofadadas da fachada e armários embutidos decorados.

## Tombamento
Foi tombado pelo IPHAN em 1941, recebendo tombo histórico (Inscrição 164/1941).